# Molophilus huron
Molophilus huron là một loài ruồi trong họ Limoniidae. Chúng phân bố ở miền Tân bắc.